# Composición corporal
En condición física, la composición corporal se utiliza para describir los porcentajes de grasa, huesos, agua y músculos en los cuerpos humanos. Dos personas del mismo sexo y peso corporal pueden verse completamente diferentes porque tienen una composición corporal diferente.

## Densidad corporal
La estimación más precisa de la composición corporal se deriva de la densidad corporal mediante la ecuación de densidades fraccionarias que establece que la densidad global de una mezcla que contiene más de una sustancia (cada una con una densidad diferente) se puede calcular si la proporción y densidad de cada sustancia componente es conocida.  Para la determinación de la composición corporal, a menudo se supone que el cuerpo está compuesto de cuatro sustancias básicas ("modelo de cuatro compartimentos") con la forma general de la ecuación de la siguiente manera: 
{\displaystyle {\frac {1}{Db}}={\frac {w}{Dw}}+{\frac {f}{Df}}+{\frac {p}{Dp}}+{\frac {m}{Dm}},}: 262 
donde: 
- {\displaystyle Db} = densidad corporal total,
- {\displaystyle w} = proporción de agua,
- {\displaystyle f} = proporción de grasa,
- {\displaystyle p} = proporción de proteína,
- {\displaystyle m} = proporción de mineral,
- {\displaystyle Dw} = densidad del agua,
- {\displaystyle Df} = densidad de grasa,
- {\displaystyle Dp} = densidad de proteína,
- {\displaystyle Dm} = densidad de mineral

En un laboratorio de investigación, la densidad total del cuerpo ({\displaystyle Db}) se calcula a partir de su masa y volumen ({\displaystyle Db=masa/volumen}). La masa del cuerpo se encuentra simplemente pesando a una persona en una balanza. El volumen del cuerpo se determina con mayor facilidad y precisión sumergiendo completamente a una persona en el agua y calculando el volumen de agua del peso del agua que se desplaza (mediante "pesaje bajo el agua"). Las proporciones de agua, proteínas y minerales en el cuerpo se encuentran en diversas pruebas químicas y radiométricas. : 239–278 Las densidades de agua, grasa, proteína y mineral se miden o se estiman.  La ecuación se reorganiza para resolver la proporción de grasa ({\displaystyle f}) de las otras cantidades. 
Se puede obtener una estimación razonablemente precisa de la grasa corporal por medio de un "modelo de dos compartimentos" del cuerpo humano que se basa en dos supuestos simplificadores:  
- La grasa humana tiene una densidad de {\displaystyle 0.9\ gramos/ml} y
- Los componentes magros (no grasos) del cuerpo humano tienen una densidad total de {\displaystyle 1.1\ gramos/ml}.

El modelo de dos compartimentos permite realizar una estimación de las proporciones de grasa y componentes magros del cuerpo a partir de la densidad corporal general.  Y, como se explicó anteriormente, la densidad corporal total ({\displaystyle Db}) se calcula fácilmente a partir de la masa corporal y el volumen corporal. Reorganizar la ecuación de densidades fraccionarias para resolver la proporción de grasa ({\displaystyle f}) producirá la siguiente ecuación: 
{\displaystyle f=495/Db-450}
La densidad de la grasa humana es notablemente constante en todos los subgrupos estudiados, pero se han informado variaciones en la densidad de la masa libre de grasa (es decir, componentes magros o no grasos). Para abordar estas diferencias, se han propuesto ecuaciones únicas para el modelo de dos compartimentos para poblaciones específicas.

## DEXA
La medición de la composición corporal con absorciometría de rayos X de energía dual (DEXA) se usa cada vez más para una variedad de aplicaciones clínicas y de investigación.  Una exploración DEXA requiere la supervisión médica de un radiólogo y algunos consideran que es el nuevo "Estándar de Oro" en las pruebas de composición corporal.  Las exploraciones corporales totales con DEXA proporcionan mediciones precisas y precisas de la composición corporal, incluido el contenido de mineral óseo (BMC), la densidad mineral ósea (BMD), la masa de tejido magro, la masa de tejido graso y la contribución fraccional de la grasa.
La estimación de la grasa corporal a partir de la densidad corporal (mediante pesaje bajo el agua) se aceptó como el "estándar de oro" durante muchas décadas. Algunos investigadores ahora afirman que las técnicas de exploración de todo el cuerpo (por ejemplo, "DEXA") son el nuevo "estándar de oro". Pero estas afirmaciones son algo dudosas, ya que los algoritmos de escaneo se validan en comparación con las evaluaciones de la composición corporal basadas en la densidad fraccional del pesaje bajo el agua. 
Las mediciones de DEXA son altamente reproducibles si se usa el mismo tipo de máquina, lo que las hace excelentes para monitorear la terapia farmacéutica, la intervención nutricional o de ejercicios, el entrenamiento deportivo u otros programas que alteren la composición corporal. También son rápidos, simples, no invasivos y exponen al sujeto a un nivel de rayos X inferior al de un vuelo de travesía. Los exámenes DEXA brindan resultados de cuerpo total y hasta 14 resultados regionales (tronco, brazos y piernas individuales, android, gynoid, etc.). Sin embargo, el papel de DEXA en evaluaciones clínicas y estudios de investigación ha sido cuestionado por Wang et al. quien declaró que "los errores del método DXA [DEXA] siguen siendo preocupantes si se utilizara como criterio". 

## Pletismografía de desplazamiento de aire

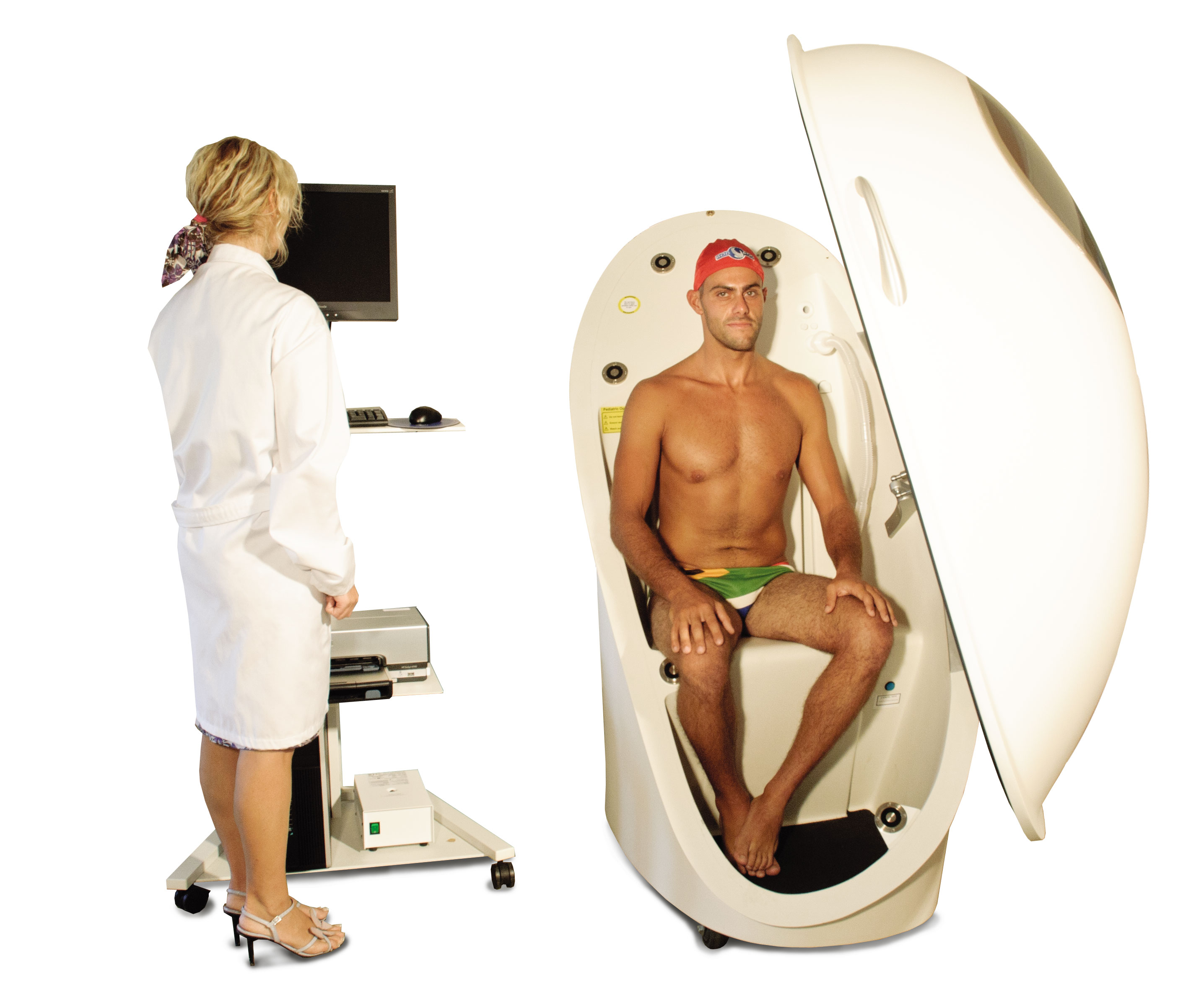
Medición de la composición corporal con pletismografía de desplazamiento de aire o pletismografía de desplazamiento de aire de cuerpo entero (ADP)

Otra técnica para medir la composición corporal se ha desarrollado para medir el volumen corporal utilizando un método diferente al pesaje bajo el agua.  La técnica utiliza aire en lugar de agua y se conoce como pletismografía de desplazamiento de aire (ADP). Los sujetos entran en una cámara sellada que mide el volumen de su cuerpo a través del desplazamiento del aire en la cámara. El volumen corporal se combina con el peso corporal (masa) para determinar la densidad corporal. Luego, la técnica calcula el porcentaje de grasa corporal y masa corporal magra (LBM) a través de ecuaciones empíricamente similares a las utilizadas con pesaje bajo el agua (para la densidad de grasa y masa libre de grasa). 

## De la conductividad
Otro método es el análisis de impedancia bioeléctrica (BIA), que utiliza la resistencia del flujo eléctrico a través del cuerpo para estimar la grasa corporal.  Desafortunadamente, el BIA es altamente sensible al estado de hidratación y al consumo de agua. El agua potable diluye los electrolitos en el cuerpo, lo que la hace menos conductora, al igual que el aumento de la grasa corporal. 

## Indicador de volumen corporal
El Indicador de volumen corporal (BVI) es una técnica utilizada para medir la forma del cuerpo.  Inicialmente, la tecnología BVI empleaba escáneres de luz blanca para medir la forma del cuerpo de un individuo. Sin embargo, los avances tecnológicos recientes en la medición 3D han permitido calcular las BVI utilizando imágenes tomadas en un teléfono inteligente. Se requieren dos imágenes para crear una silueta 3D individual. Al comparar esta silueta 3D con los datos de MRI, se puede calcular el volumen corporal y la distribución de la grasa. 

## Pliegues de la piel
La composición corporal también se puede medir utilizando la prueba de pliegue cutáneo, que se realiza con una herramienta llamada pinza. Un método común de pliegue cutáneo es mediante el uso de calibradores tipo pistola para medir el grosor de la grasa subcutánea en múltiples lugares del cuerpo. Esto incluye el área abdominal, la región subescapular, los brazos, las nalgas y los muslos. Estas medidas se utilizan para estimar la grasa corporal total. 

## Ultrasonido
El ultrasonido también se ha utilizado para medir el grosor de la grasa subcutánea, y mediante el uso de múltiples puntos se puede hacer una estimación de la composición corporal.  El ultrasonido tiene la ventaja de poder medir también directamente el grosor muscular y cuantificar la grasa intramuscular. 

## Circunferencias y otras medidas
La evaluación de la proteína somática (esquelética) se determina típicamente mediante mediciones y cálculos simples que incluyen la circunferencia del brazo (MAC), la circunferencia del músculo del brazo (MAMC) y la relación de altura de creatinina (CHI). La relación de altura de creatinina se calcula como creatinina en orina de 24 horas multiplicada por 100 sobre la creatinina en orina de 24 horas esperada para la altura.  Este cálculo da como resultado un porcentaje que puede indicar el agotamiento de la proteína. 

## Validez
Los métodos anteriores son válidos y notables al proporcionar un rango razonablemente preciso de la "verdadera composición corporal" del individuo evaluado.  Sin embargo, cada método posee sus propias limitaciones individuales, lo que excluye la existencia de tantos métodos variables disponibles para el uso de un individuo.  Por lo tanto, el método real de prueba de la composición corporal no es tan importante como la consistencia de la medición entre cada prueba. (Ver la consistencia interna para los méritos en las pruebas de esta manera) Si se va a evaluar a un individuo de un período a otro, todos los factores deberían permanecer lo más similares posible para reflejar el mejor indicador del verdadero cambio en la composición.

## Tipos de ejercicios
Los ejercicios necesarios para mantener una composición corporal óptima difieren de un hombre a otro, pero los tipos ideales de condición física siguen siendo los mismos. Incluyen la quema de grasa y ejercicios cardiovasculares.